# Red Auerbach
Arnold Jacob "Red" Auerbach (Nova York, 20 de setembre 1917 – Washington D.C., 28 d'octubre 2006), va ser un prestigiós entrenador i directiu dels Boston Celtics de l'NBA.

## Biografia
Arnold Jacob Auerbach va néixer el 20 de setembre de 1917 al barri de Brooklyn de Nova York. Era fill d'un emigrant rus. Va viure la seva infantesa en un barri pobre on tan sols es practicava el bàsquet i l'handbol, la resta eren esports per a rics. Durant la depressió dels anys 20 se'n va anar a estudiar a l'institut del Districte Est. Un cop acabats els estudis va entrar a la Marina sense deixar de banda el bàsquet.
La seva carrera al bàsquet professional la va començar com a entrenador dels Washington Capitols de la BAA. Al seu primer any va portar l'equip a la final. Més tard va entrenar als Tri-Cities. El 1950 és designat entrenador dels Celtics, on va aconseguir 9 títols fins al 1966 quan es va retirar. Després va continuar com a manager general de l'equip o president fins al 1997, i un altre cop president des de 2001 fins a la seva mort. Van ser 50 anys dedicats en cos i anima a l'equip de l'NBA.
Va ser escollit entrenador de l'any el 1965, i millor entrenador de la història de la lliga. Va entrar al Basketball Hall of Fame el 1969. La samarreta amb el número 2 va ser retirada la temporada 1984-85 en honor seu.
Auerbach va guanyar 938 partits amb els Celtics i va ser l'entrenador amb més victòries de la història de l'NBA fins que Lenny Wilkens el va superar la temporada 1994-95.
Va morir el 28 d'octubre de 2006 als 89 anys.